# Túnel de Alcântara

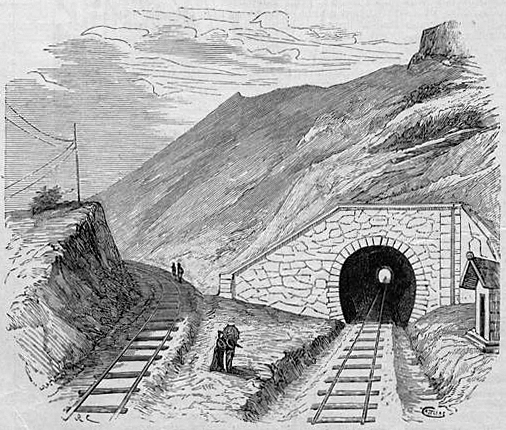
Portal sul do Túnel de Alcântara I, em 1887

O Túnel de Alcântara é um túnel ferroviário integrado na Linha de Cintura, em Lisboa, Portugal. Tem cerca de 550 m de extensão. Inicia-se à saída da estação de Alcântara-Terra (em direção a Campolide), atravessando a encosta nascente do Vale de Alcântara, e passando sob a Rua Maria Pia.
Este túnel foi inaugurado em 1887, integrado na Linha do Oeste; esta à época iniciava-se em Alcântara-Terra, estendendo-se até à Figueira da Foz via Campolide e Cacém.

Actualmente é usado pela carreira de comboios suburbanos CP Lisboa que faz a ligação entre Lisboa (Alcântara-Terra) e Castanheira do Ribatejo (e Azambuja), por comboios de mercadorias de tracção diesel em trânsito de e para a Doca de Alcântara e por marchas de material circulante da CP entre a Linha de Cascais e oficinas na restante rede ferroviária.

## Alcântara II

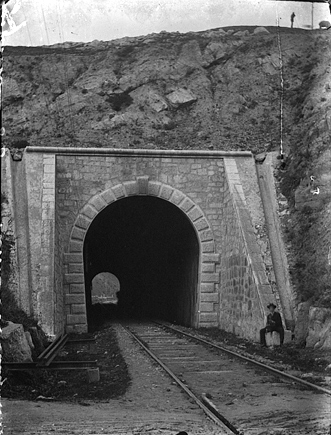
Portal sul do Túnel de Alcântara II, no início do séc. XX

Existiu, em tempos, outro túnel a norte deste e da ponte sobre a Rua do Arco de Carvalhão, com cerca de 78 m de extensão, denominado Túnel de Alcântara II, cuja entrada era ao PK 1,443 e saída ao PK 1,521.:5